# Мяо Мяо
«Мяо Мяо» (кит. 渺渺) — тайваньская мелодрама 2008 года режиссёра Чэн Сяоцзэ.

## Сюжет
Мяо Мяо приезжает в Тайбэй по обмену из Японии. Она родилась на Тайване, однако покинула его в раннем детстве. Оказавшись в новом классе, она поначалу ведёт себя замкнуто. Но знакомство с Ай позволяет ей завести новых друзей, из которых Ай становится самой близкой. Разыскивая старую булочную, про которую ей рассказывала бабушка, Мяо Мяо находит на её месте магазинчик по продаже подержанных музыкальных дисков. Владелец магазина — исключительно неразговорчивый парень Чэнь Фэй. Мяо Мяо влюбляется в него и просит общительную Ай помочь в знакомстве. Ай очень привязалась к Мяо Мяо и расстроена её увлечением. Но тем не менее старается помочь. Они не знают, что замкнутость Чэня вызвана недавней трагедией в его жизни. Он был музыкантом и продюсером молодёжной рок-группы, и пережил напряжённую связь с солистом группы. После его трагической гибели Чэнь замкнулся, считая себя виновным в произошедшем. Попытки Мяо Мяо добиться его внимания постепенно позволяют узнать правду о том, что случилось. Мяо Мяо понимает, что Чэнь не может её любить и переживает первое любовное потрясение в жизни. Тем временем, срок её учёбы подходит к концу, она должна вернуться в Японию. Расставание с ней вызывает у Ай не менее сильные страдания. Она понимает, что любит Мяо Мяо.

## Актёрский состав
| В ролях                                                               | Персонаж |
| --------------------------------------------------------------------- | -------- |
| Элис Кэ Цзяянь (Alice Ke / 柯佳嬿)                                    | Мяо Мяо  |
| Сандрин Пинна / Чан Жунжун (Цзёнг Юнгъюнг) (Sandrine Pinna / 張 榕容) | Сяо Ай   |
| Фань Чживэй (Wing Fan / 范植偉)                                       | Чэнь Фэй |